# Massilia agri
Massilia agri es una especie de  bacteria gramnegativa del género Massilia. Fue descrita en el año 2017. Su etimología hace referencia a pradera. Es aerobia y móvil por flagelo polar. Tiene un tamaño de 0,3-07 μm de ancho por 1,2-1,4 μm de largo. Forma colonias de color amarillo pálido, lisas, convexas, opacas y con márgenes enteros en agar R2A tras 5 días de incubación. También crece en TSA, pero no en MacConkey, LB, MA ni BHI. Temperatura de crecimiento entre 4-45 °C, óptima de 20-40 °C. Catalasa positiva y oxidasa negativa. Tiene un contenido de G+C de 66,8%. Se ha aislado de praderas en Belbari, en Nepal.